# Nabirat
Nabirat (okzitanisch Nabirac) ist eine aus einem Hauptort und mehreren Weilern (hameaux) und Einzelgehöften bestehende Gemeinde mit 350 Einwohnern (Stand: 1. Januar 2022) im Südosten des südfranzösischen Départements Dordogne in der Region Nouvelle-Aquitaine in der alten Kulturlandschaft des Périgord.

## Lage
Der Ort Nabirat liegt gut 20 km (Fahrtstrecke) südöstlich der Stadt Sarlat-la-Canéda bzw. ca. 85 km südöstlich von Périgueux in einer Höhe von ca. 160 m ü. d. M. Das Klima ist gemäßigt und wird gleichermaßen vom Atlantik wie von den Bergen des Zentralmassivs beeinflusst.

## Bevölkerungsentwicklung
| Jahr      | 1800 | 1851 | 1901 | 1954 | 1999 | 2014 |
| Einwohner | 754  | 788  | 587  | 377  | 331  | 379  |

Der kontinuierliche Bevölkerungsrückgang seit der zweiten Hälfte des 19. Jahrhunderts ist im Wesentlichen auf die Reblauskrise im Weinbau und die zunehmende Mechanisierung der Landwirtschaft sowie den jeweils damit einhergehenden Verlust an Arbeitsplätzen zurückzuführen.

## Wirtschaft
Die Bewohner der Gemeinde lebten jahrhundertelang als Selbstversorger von den Erträgen ihrer Felder und Gärten; daneben wurden auch Viehzucht, ein wenig Weinbau und die Anpflanzung von Esskastanien und Nussbäumen betrieben. Im Ort selbst siedelten Handwerker, Kleinhändler und Dienstleister. Seit den 1960er Jahren werden einige der leerstehenden Häuser als Ferienwohnungen (gîtes) genutzt. Wegen des milden Klimas gedeihen hier bis in den Oktober Erdbeeren.

## Geschichte
Die erstmalige Erwähnung des alten Ortsnamens Ebiracum stammt aus dem Jahr 1283. Ob der Ort während des Hundertjährigen Krieges (1337–1453) oder in der Zeit der Hugenottenkriege (1562–1598) in Mitleidenschaft gezogen wurden, ist unklar. Wahrscheinlich jedoch hatte die im 16. Jahrhundert erbaute Kirche einen mittelalterlichen Vorgängerbau.

## Sehenswürdigkeiten
- Das Ortsbild gehört zu den schönsten im südlichen Périgord.
- Die im 16. Jahrhundert entstandene Kirche Notre-Dame-de-la-Nativité wurde im ausgehenden 19. Jahrhundert restauriert.
- Am Ortsrand steht ein altes Backhaus (four à pain).
- Die beiden als sehenswert geltenden Orte Saint-Martial-de-Nabirat und Saint-Aubin-de-Nabirat sind nur wenige Kilometer entfernt.